# Sicydiinae
Sicydiinae là một phân họ cá bống nước ngọt, phân họ này có 9 chi và phần lớn thuộc về các loại cá bống phân bố ở các đảo nhiệt đới

## Các loài
- Akihito Watson, Keith, and Marquet, 2007
- Cotylopus Guichenot, 1863
- Lentipes Günther, 1861
- Parasicydium Risch, 1980 
- Raogobius Mukerji, 1935 
- Sicyopterus Gill, 1860
- Sicyopus Gill, 1863
- Stiphodon Weber, 1895
- Sicydium Cuvier & Valenciennes, 1837